# Вертелецкое (Шишацкий район)
Вертелецкое (укр. Вертелецьке) — село,
Воскобойникский сельский совет,
Шишацкий район,
Полтавская область,
Украина.
Код КОАТУУ — 5325781203. Население по переписи 2001 года составляло 133 человека.

## Географическое положение
Село Вертелецкое находится на правом берегу реки Стеха,
выше по течению на расстоянии в 1 км расположено село Воскобойники,
ниже по течению на расстоянии в 2,5 км расположено село Ковалёвка.